# Makoshika State Park

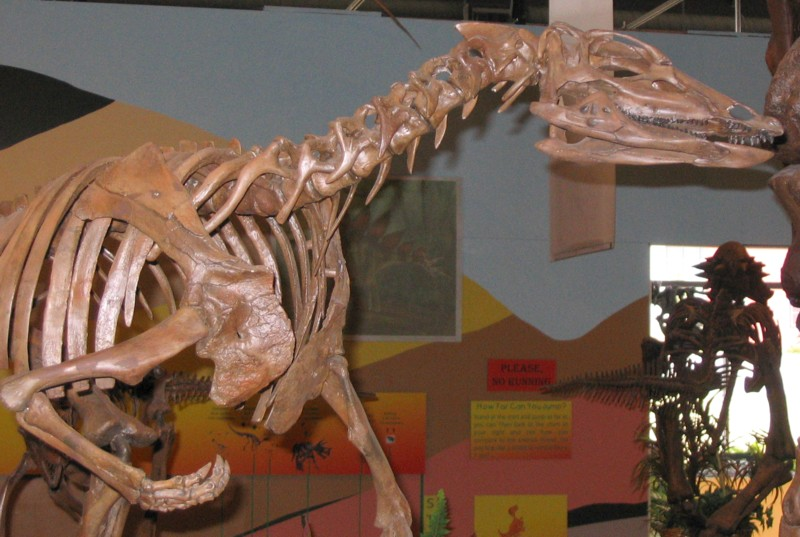
Thescelosaurus

Der Makoshika State Park liegt südöstlich von Glendive im Dawson County des US-Bundesstaats Montana. Er befindet sich auf einer Höhe von 736 m  und ist mit einer Fläche von 47 km² der größte State Park von Montana. Ma-ko-shi-ka bedeutet in der Sprache der Sioux-Indianer in etwa schlechte Erde, Badlands. 
Der Yellowstone River und seine Zuflüsse legten im Laufe der Jahrtausende Gesteinsschichten frei, die zu den Sedimenten der 65 Millionen Jahre alten Hell-Creek-Formation aus der Kreidezeit gehören. Aus diesem Zeitalter sind hunderte Fundstücke von Dinosaurierknochen und vollständigen Skeletten, von denen ein Teil im Visitor Center, im Makoshiko Dinosaur Museum in Glendive und weiteren Museen entlang des Montana Dinosaur Trail ausgestellt sind. Zu den gefundenen Arten gehören Triceratops, Thescelosaurus und Tyrannosaurus Rex sowie Habrosaurus, Hadrosaurus, Ankylosaurus und Ornithomimus. 
Unter den lebendigen 40 Vogelarten sind die Truthahngeier Anlass für den jährlich stattfindenden Buzzard Day, bei dem die Ankunft der Zugvögel gefeiert wird. Im Park sind auch 5 Fledermausarten, größere Säugetiere und 150 Pflanzenarten zu finden.
1893 gab es die ersten Anstrengungen, Teile des heutigen State Parks unter Schutz zu stellen, 1939 erfolgten Landschenkungen und 1953 wurde der Makoshika State Park ausgewiesen. 
Im Park befinden sich außer dem Visitor Center noch zwei Campingplätze, ein rollstuhlgängiges Amphitheater für Freiluftveranstaltungen und ein Parcours für Frisbeegolf. Im Jahr 2001 wurden 46.000 Besucher gezählt.